# GSC2745-2853
GSC2745-2853 — хімічно пекулярна зоря спектрального класу dD, що має видиму зоряну величину в смузі V приблизно  9,7.